# Anisa Makhlouf
Anisa Ahmed Makhlouf (5 de noviembre de 1930-6 de febrero de 2016) fue la esposa del presidente sirio Háfez al-Ásad y madre del expresidente Bashar al-Ásad. La familia de su padre (Al Makhlouf) es de la provincia de Latakia. Anisa tenía un hermano (Mohammed Makhlouf) y una hermana (Fátima Makhlouf). Se casó con Háfez al-Ásad, en 1950, a pesar de la oposición de su padre para casarse debido a la afiliación de Al Makhlouf al Partido Social Nacionalista Sirio, mientras que al-Ásad pertenecía al Partido Baaz Árabe Socialista.

## Fallecimiento
Falleció el 6 de febrero de 2016 a los 86 años, en un hospital de Damasco, después de una larga enfermedad.